# Tohunga

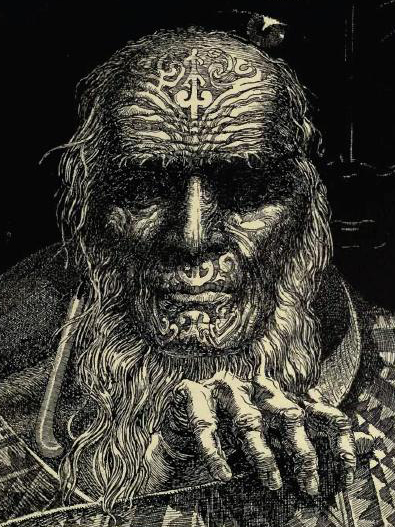
Tohunga aveugle

Le tohunga, dans la culture māorie, est décrit classiquement et faute de traduction adéquate comme un sorcier, un sage, un prêtre ou encore guérisseur... Il s'agit du terme générique pour désigner des spécialistes dans diverses disciplines.
L'équivalent du tohunga est appelé tahu'a aux îles de la Société et ta'unga aux îles Cook, Kahuna
Son travail s'accompagnait de certains rituels ou pratiques religieuses. Les tohunga regroupaient plusieurs disciplines (rituels, histoire, cérémonie sacrées, généalogies) et, malgré des connaissances dans chacune d'entre elles, se spécialisaient la plupart dans du temps dans l'une d'elles.
Un long apprentissage était nécessaire pour devenir tohunga. Ce statut en faisait parfois des conseillers auprès des chefs de leurs tribus.
On consultait le tohunga, qui interrogeait l'avenir en jetant une baguette faite de raupo (Typha angustifolia, espèce de roseau fort commun en Nouvelle-Zélande).
Peut être qualifiée de tohunga toute personne habile et experte dans un art par exemple la construction des pirogues ou des maisons, la navigation hauturière tel le fameux Tupaia de Raiatea en Polynésie, guide de l'explorateur James Cook lors de sa première circumnavigation, le tatouage, la sculpture sur bois, etc.). Le travail des tohunga s'entourait d'un certain rituel et de pratiques religieuses, ce qui lui conférait un caractère sacerdotal.